# Navàs
Navàs település Spanyolországban, Barcelona tartományban. Lakosainak száma 6185 fő (2024).

## Földrajza
Navàs Balsareny, Castellnou de Bages, Súria, Sant Mateu de Bages, Cardona, Viver i Serrateix, Puig-reig, Gaià és Pinós községekkel határos.

## Népesség
A település lakosságának változását az alábbi diagram mutatja:
| Lakosok száma | 368  | 1154 | 3682 | 4068 | 5244 | 5658 | 6243 | 6117 | 6020 | 6185 |
|               | 1717 | 1887 | 1936 | 1960 | 1986 | 2004 | 2009 | 2014 | 2019 | 2024 |